# Железна Река
Железна Река (мкд. Железна Река) је насељено место у Северној Македонији, у северозападном делу државе. Железна Река припада општини Гостивар.

## Географски положај
Насеље Железна Река је смештено у северозападном делу Северне Македоније. Од најближег већег града, Гостивара, насеље је удаљено 22 km јужно.
Железна Река се налази у горњем делу историјске области Полог. Насеље је на југозападним падинама планине Суве горе. Надморска висина насеља је приближно 850 метара.
Клима у насељу је планинска.

## Историја
Почетком 20. века већина мештана су били припадници Српске православне цркве.
У месту Жељезној реци је од 1869. године почела рад српска народна школа, па тек 1898. године обновила рад.

## Становништво
По попису становништва из 2002. године Железна Река је имала 98 становника.
Претежно становништво у насељу су етнички Македонци (100%).
Већинска вероисповест у насељу је православље.